# Tschechoslowakischer Nationalausschuss (1939)
Der Tschechoslowakische Nationalausschuss, tschechisch Československý národní výbor, war eine tschechoslowakische Organisation, die das tschechische und slowakische Volk nach der Besetzung des Landes durch die deutsche Wehrmacht im Ausland vertreten und seine Befreiung vorantreiben sollte. Das Komitee war das zentrale Organ des tschechoslowakischen Widerstandes und eine Art Ersatzregierung.

## Geschichte
Der Ausschuss, über dessen Gründung sich einige Repräsentanten der Tschechoslowakei, darunter Edvard Beneš, im Oktober 1939 verständigten, wurde in Paris gegründet und am 14. November durch die französische Regierung anerkannt. Das britische Kabinett folgte dem am 20. Dezember und erklärte ihn als „geeignet zur Vertretung des tschechoslowakischen Volkes“
Das Komitee schloss einige Verträge ab, darunter bereits am 2. Oktober 1939 einen Vertrag über die Errichtung von Armeeeinheiten in Frankreich sowie über die Zuständigkeit der tschechoslowakischen Armeejurisdiktion für die Soldaten.
Wegen Meinungsdifferenzen über die Politik des Komitees hatte sich am 22. November 1939 der Slowakische Nationalrat (Slovenská národní rada) abgespaltet und am 28. Januar 1940 in Tschecho-Slowakischer Nationalrat (Česko-slovenská národní rada) umbenannt. Die treibende Kraft dahinter war der Politiker Milan Hodža.
Die Leitung des Ausschusses bestand aus folgenden Personen: Präsident Edvard Beneš, sein Stellvertreter Jan Šrámek, General Sergěj Ingr, Štefan Osuský, Eduard Outrata, Hubert Ripka, Juraj Slávik und General Rudolf Viest.
Nach dem militärischen Zusammenbruch Frankreichs im Juni 1940 wurde der Nationalausschuss in die tschechoslowakische Exilregierung umgebildet, die mit den tschechoslowakischen Armeeeinheiten nach  London ging. Sie wurde am 23. Juli 1940 von Großbritannien als „Provisorische Regierung der Tschechoslowakei“ anerkannt.

## Ausschussmitglieder
- Edvard Beneš (Vorsitz)
- Jan Šrámek (stellvertretender Vorsitzender)
- Sergej Ingr
- Štefan Osuský
- Eduard Outrata
- Hubert Ripka
- Juraj Slávik
- Rudolf Viest